# Anopleta janssoni
Anopleta janssoni är en skalbaggsart som först beskrevs av Max Bernhauer 1923.  Anopleta janssoni ingår i släktet Anopleta, och familjen kortvingar. Arten är reproducerande i Sverige.